# Sasuke (песня)
«Sasuke» — песня американского рэпера Lil Uzi Vert, выпущенная 24 апреля 2020 в качестве ведущего сингла с его предстоящего альбома. Он достиг 65 номера в чарте Billboard Hot 100.
Название песни является отсылкой к персонажу манги и аниме «Наруто» Саскэ Утихе, к которому Uzi ссылается несколько раз в треке. Это первый релиз Lil Uzi Vert после его делюкс-альбома Lil Uzi Vert vs. The World 2, который вышел 13 марта 2020.

## Отзывы
Песня получила смешанные и негативные отзывы. Диего Рамос из Daily Trojan дал треку две звезды из пяти, заявив, что он «не оправдывает ожиданий», и сказал, что песня «имеет характер Carti, но также звучит как обычная песня Uzi», с текстом про «моду, секс и автомобили в типичной манере Узи», в которой «ничего особенного». Маркус Прюитт из AudiblWav сказал, что этот трек «не даёт такого же эффекта, как другие треки, которые он выпустил ранее в этом году», заявив, что песня «началась с огромным потенциалом, но потерпела крах по мере своего развития». Песня также вызвала негативную реакцию фанатов.

## Конфликт
Песня стала предметом обсуждений, из-за того что Uzi якобы оскорбил Playboi Carti в песне. Uzi отрицает, что он оскорблял Carti.

## Чарты
| Чарт (2020)                           | Высшая позиция |
| ------------------------------------- | -------------- |
| Канада (Canadian Hot 100)             | 79             |
| Новая Зеландия (RMNZ)                 | 10             |
| США (Billboard Hot 100)               | 65             |
| США (Billboard Hot R&B/Hip-Hop Songs) | 29             |
| США (Billboard Hot Rap Songs)         | 24             |
| США (Rolling Stone Top 100)           | 32             |